# Joseph H. Delaney
Joseph Henry Delaney (* 5. Februar 1932 in Alton, Illinois; † 21. Dezember 1999) war ein US-amerikanischer Jurist und Science-Fiction-Autor.

## Leben
Delaney war zunächst als Jurist tätig und veröffentlichter erstmals Anfang der 1980er Jahre Science-Fiction-Werke.
Er wurde 1983, 1984 und 1985 für den Hugo Award in der Kategorie Bester Kurzroman (Best Novella) nominiert, konnte den Preis jedoch nie gewinnen. Bei Leserumfragen des Magazins Analog Science Fiction and Fact wurden seine Geschichten mehrfach ausgezeichnet.

## Werke (Auswahl)
Romane
- 1982: The New Untouchables
- 1984: Valentina: Soul in Sapphire (mit Marc Stiegler), deutscher Titel Valentina, Computerfrau, übersetzt v. Hendrik P. Linckens
- 1985: In The Face Of My Enemy
- 1987: Lords Temporal

Kurzgeschichten
- 1982: Brainchild, deutscher Titel Geisteskind
- 1982: My Brother's Keeper, deutscher Titel Meines Bruders Hüter
- 1983: Star-B-Cue
- 1984: Chessmen
- 1984: The Next Logical Step
- 1984: Thus Began the Death of Dreams
- 1984: Dragon's Tooth
- 1985: Painkillers
- 1986: The Neighbors
- 1986: To Fit the Crime
- 1986: An Ill Wind
- 1988: And Nothing But the Truth
- 1988: A Man of Letters
- 1988: The Vegetarians
- 1989: Snake Oil
- 1989: Survival Course
- 1991: Nugget
- 1994: The Luck of the Draw
- 1996: The Hole Truth
- 1996: Partners
- 1996: The Lily Gliders
- 1997: Business As Usual, During Altercations
- 1998: A Jury of His Peers